# Metro d'Hiroshima
El metro d'Hiroshima, anomenat línia Astram (アストラムライン, Asutoramurain) oficialment Hiroshima New Transit Line 1 (広島新交通1号線, Hiroshima Shin Kōtsu 1-gō-sen), és un metro pneumàtic propietat de l'empresa Hiroshima Rapid Transit (広島高速交通, Hiroshima Kōsoku Kōtsu). Es va posar en servei el 20 d'agost de 1994 a Hiroshima, Japó, pels Jocs Asiàtics.

## Història
Els plans per construir un nou sistema de trànsit que connectés el centre de la ciutat d’Hiroshima amb la zona suburbana al nord-oest es van proposar per primera vegada el juliol de 1977.
La col·laboració publicoprivada Hiroshima Rapid Transit es va fundar el 1987, finançat principalment per la ciutat d'Hiroshima. L'innovador projecte de línia de trànsit ràpid va començar el 28 de febrer de 1989, i la construcció continuaria durant un període de cinc anys. No obstant això, el 14 de març de 1991, 15 persones van morir quan una biga es va esfondrar en una secció del viaducte elevat de la línia a prop del lloc de construcció de l'estació de Kamiyasu. La línia es va obrir per al servei d'ingressos el 20 d'agost de 1994.
Quan la línia es va obrir originalment el 1994, tenia 21 estacions, de les quals Ōmachi proporcionava l'única transferència de la línia amb una línia JR West (la línia Kabe). El 14 de març de 2015, Shin-Hakushima es va obrir com una estació d’ompliment entre Hakushima i Jōhoku per tal de proporcionar un punt de transferència amb la línia principal de Sanyo.

## Infraestructura

### Característiques
La línia té una longitud total de 18,4 km i compta amb 22 estacions totes equipades amb Portes d'andana. El seu recorregut travessa tres districtes de la ciutat: Naka-ku, Higashi-ku i Asaminami-ku .
La tracció elèctrica s'efectua pel tercer carril alimentat a 750 V CC.

### Estacions

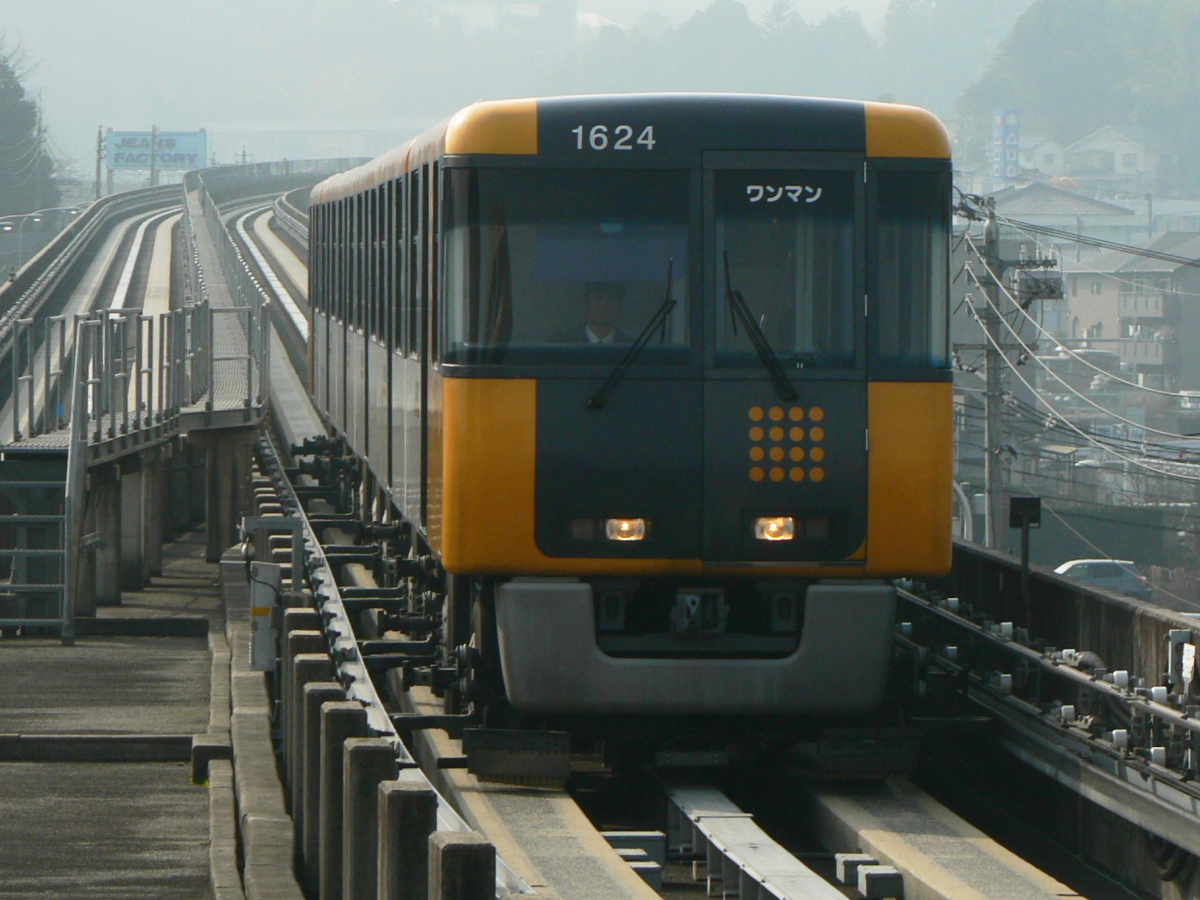
Sèrie 1000
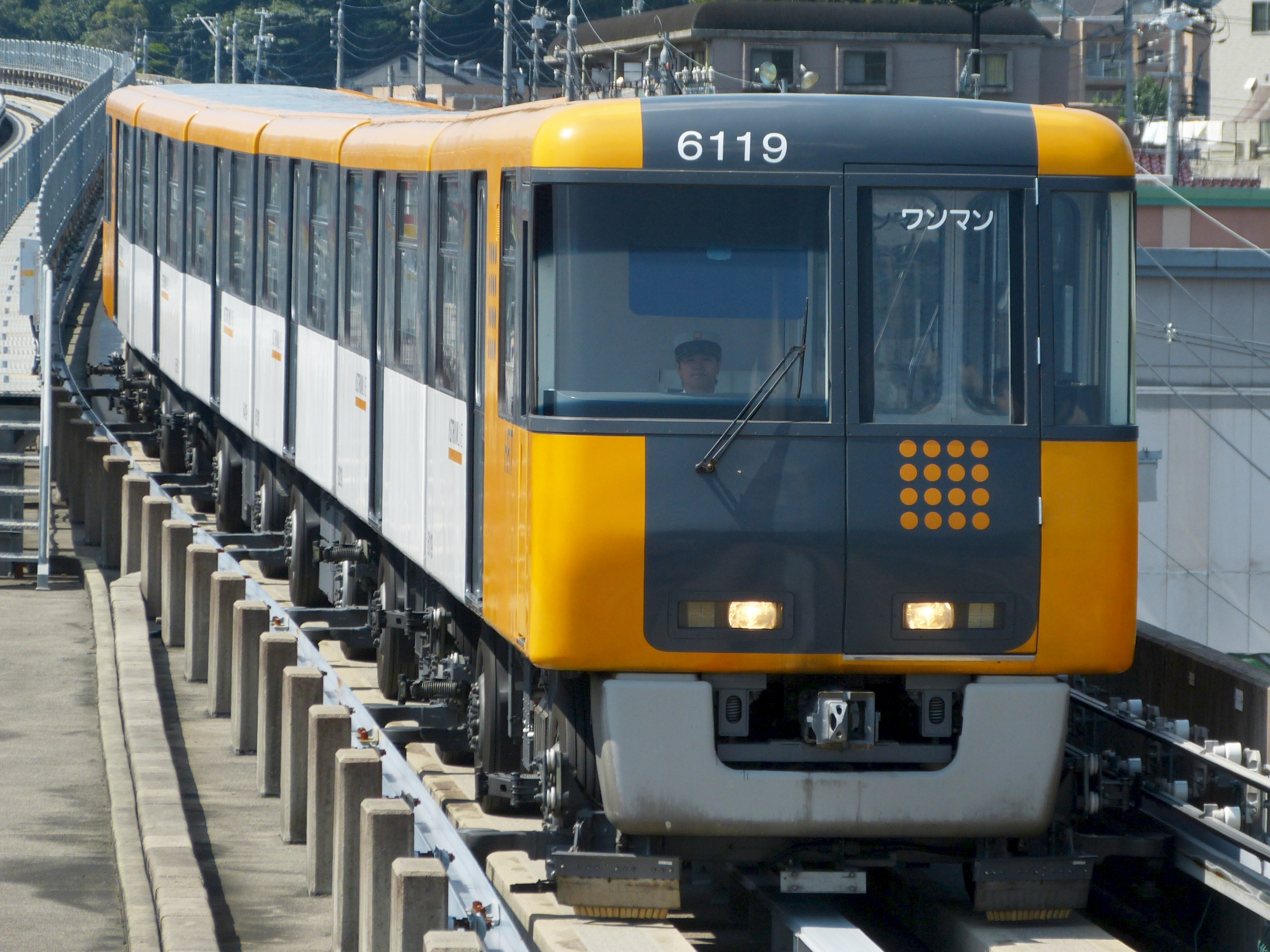
Sèrie 6000

| Nom                 | Nom japonès      | Distància | Correspondència (s) | Barri        |
| ------------------- | ---------------- | --------- | ------------------- | ------------ |
| Hondori             | 本 通 駅         | 0,0       | Tramvia             | Naka-ku      |
| Kenchō-mae          | 県 庁 前 駅      | 0,3       | Tramvia             | Naka-ku      |
| Jōhoku              | · 駅             | 1,4       | cap                 | Naka-ku      |
| Shin-hakushima      | 新 白 島 駅      | 1,7       | Línia JR West Sanyō | Naka-ku      |
| Hakushima           | 白 島 駅         | 2,1       | cap                 | Naka-ku      |
| Ushita              | 牛 田 駅         | 2,9       | cap                 | Higashi-ku   |
| Fudōin-mae          | 不 動 院 前 駅   | 4,0       | cap                 | Higashi-ku   |
| Gion-shinbashi-kita | 祇 園 新 橋北 駅 | 5,0       | cap                 | Asaminami-ku |
| Nishihara           | 西 原 駅         | 6,0       | cap                 | Asaminami-ku |
| Nakasuji            | 中 筋 駅         | 7,0       | cap                 | Asaminami-ku |
| Furuichi            | 古 市 駅         | 7,8       | cap                 | Asaminami-ku |
| Ōmachi              | 大 町 駅         | 8,4       | Línia JR West Kabe  | Asaminami-ku |
| Bishamondai         | 毘 沙門 台 駅    | 9,6       | cap                 | Asaminami-ku |
| Yasuhigashi         | 安 東 駅         | 10,6      | cap                 | Asaminami-ku |
| Kamiyasu            | 上 安 駅         | 11,4      | cap                 | Asaminami-ku |
| Takatori            | 高 取 駅         | 12        | cap                 | Asaminami-ku |
| Chōrakuji           | 長 楽 寺 駅      | 12,7      | cap                 | Asaminami-ku |
| Tomo                | 伴 駅            | 13,9      | cap                 | Asaminami-ku |
| Ōbara               | 大 原 駅         | 14,9      | cap                 | Asaminami-ku |
| Tomo-chūō           | 伴 中央 駅       | 16        | cap                 | Asaminami-ku |
| Ōzuka               | 大 塚 駅         | 17,6      | cap                 | Asaminami-ku |
| Kōiki-kōen-mae      | 広 域 公園 前 駅 | 18,4      | cap                 | Asaminami-ku |

- Sèrie 1000
- Sèrie 6000